# Konstanty Rokicki
Konstanty Rokicki (Varsovia, 16 de junio de 1899-Lucerna, 18 de julio de 1958) fue funcionario consular polaco, vicecónsul de la República de Polonia en Riga y Berna, rescatador del Holocausto. Entre 1941 y 1943 Rokicki usó su cargo de vicecónsul para producir falsos pasaportes latinoamericanos y los hizo pasar de contrabando a la Polonia ocupada por los alemanes y a los Países Bajos, donde salvaron las vidas de sus portadores judíos.

## Infancia y carrera temprana
Rokicki nació en la familia de Józef y Konstancja, nac. Pawełkiewicz. Siendo un lugarteniente de la caballería, obtuvo dos premios por valentía, probablemente durante las guerras de independencia de Polonia (1918-1920) o la Guerra polaco-soviética en 1920. En 1934 fue calificado como oficial de reserva para el 1er Regimiento de Fusileros. El 17 de agosto de 1936 Rokicki se casó con Maria, con apellido de nacimiento Goldman (Goldmanis). La pareja tuvo una hija, Wanda Rokicka (1938-2008) que se convertiría en empleada de la ONU en Ginebra.
En 1931 se unió al servicio consular del Ministerio de Relaciones Exteriores. Entre 1932 y 1933 fue empleado contractual del Consulado de Polonia en Minsk, en ese momento capital de la República Socialista Soviética de Bielorrusia, 1934-1936 fue vicecónsul en Riga y en los años 1936-1938 un empleado por contrato de la legación polaca en El Cairo. De 1939 a 1945 fue vicecónsul de la República de Polonia en Berna.

## Acción de rescate del Holocausto y "los asuntos de pasaportes"
Se estima que entre 1941 y 1943 Rokicki y su subordinado, el diplomático judío Juliusz Kühl, produjeron varios miles de pasaportes ilegales paraguayos que servían como documentos de protección para judíos varados en los guetos nazis en la Polonia ocupada por los alemanes Ocupación de Polonia (1939-1945)  y que fueron amenazados con la deportación por alemanes en el territorio ocupado de los Países Bajos. Rokicki y Kühl sobornaron personalmente al cónsul honorario paraguayo, el notario bernés Rudolf Hügli, para obtener pases en blanco que Rokicki llenó con los nombres de los judíos polacos. Las listas de beneficiarios y sus fotos fueron contrabandeadas entre Berna y la Polonia ocupada gracias a la red de organizaciones judías, en particular Agudat Yisrael y RELICO, encabezadas por Chaim Eiss y Abraham Silberschein, respectivamente. Los pasaportes de Paraguay, a diferencia de los pasaportes de otros países latinoamericanos, tuvieron un valor especial, porque este país, bajo la presión de Polonia y la Santa Sede, reconoció temporalmente (1944) su validez.

## Vida posterior y herencia
El Cónsul Rokicki dejó el servicio en 1945, después del establecimiento del Gobierno Provisional de Unidad Nacional se estableció permanentemente en Suiza. Murió en Lucerna en julio de 1958, después de varios años de enfermedad. El nombre de Rokicki nunca fue mencionado por los historiadores a pesar de que Agudat Yisrael lo mencionó en su carta de agradecimiento al gobierno polaco junto a Aleksander Ładoś, Juliusz Kühl y Stefan Ryniewicz. La organización afirmó en ella que, sin sus actividades, no sería posible salvar a "muchos cientos de personas"”. Solo en agosto de 2017, el periodista canadiense Mark MacKinnon y los periodistas polacos Zbigniew Parafianowicz y Michał Potocki escribieron sobre el papel de Rokicki en la operación de rescate. La mayoría de los pasaportes paraguayos que se encuentran en archivos privados de sobrevivientes del Holocausto contienen la misma escritura a mano que apartiene a Rokicki..